# 독일의 유로 주화
독일의 유로 주화는 세 가지 종류의 디자인을 사용하고 있다. 1, 2, 5유로센트 주화는 롤프 레데르보겐(독일어: Rolf Lederbogen)이, 10, 20, 50유로센트 주화는 라인하르트 하인스도르프(독일어: Reinhart Heinsdorff)가 디자인하였으며 1, 2유로 주화는 하인츠 호이어(독일어: Heinz Hoyer)와 슈네샤나 루세바호이어(독일어: Sneschana Russewa-Hoyer)가 디자인하였다. 주화에는 유럽 연합의 상징인 12개의 별과 발행 연도 그리고 주화를 발행한 조폐창을 뜻하는 알파벳이 쓰여져 있는데 다음과 같이 쓰여져 있다.
- A: 베를린
- D: 뮌헨
- F: 슈투트가르트
- G: 카를스루에
- J: 함부르크

## 독일의 유로 주화 디자인
| € 0.01                                         | € 0.02 | € 0.05                                                                      |
| ---------------------------------------------- | ------ | --------------------------------------------------------------------------- |
|                                                |        |                                                                             |
| 참나무 가지 (옛 페니히 주화의 디자인에 사용됨) |        |                                                                             |
| € 0.10                                         | € 0.20 | € 0.50                                                                      |
|                                                |        |                                                                             |
| 브란덴부르크 문 (동서독 통일을 상징)           |        |                                                                             |
| € 1.00                                         | € 2.00 | € 2 주화 모서리                                                             |
|                                                |        | "EINIGKEIT UND RECHT UND FREIHEIT" ("통일과 정의와 자유", 독일의 나라 표어) |
| 독일의 국장 (독일의 주권을 상징하는 독수리)    |        |                                                                             |